# マリー・ド・ラ・トゥール・ドーヴェルニュ

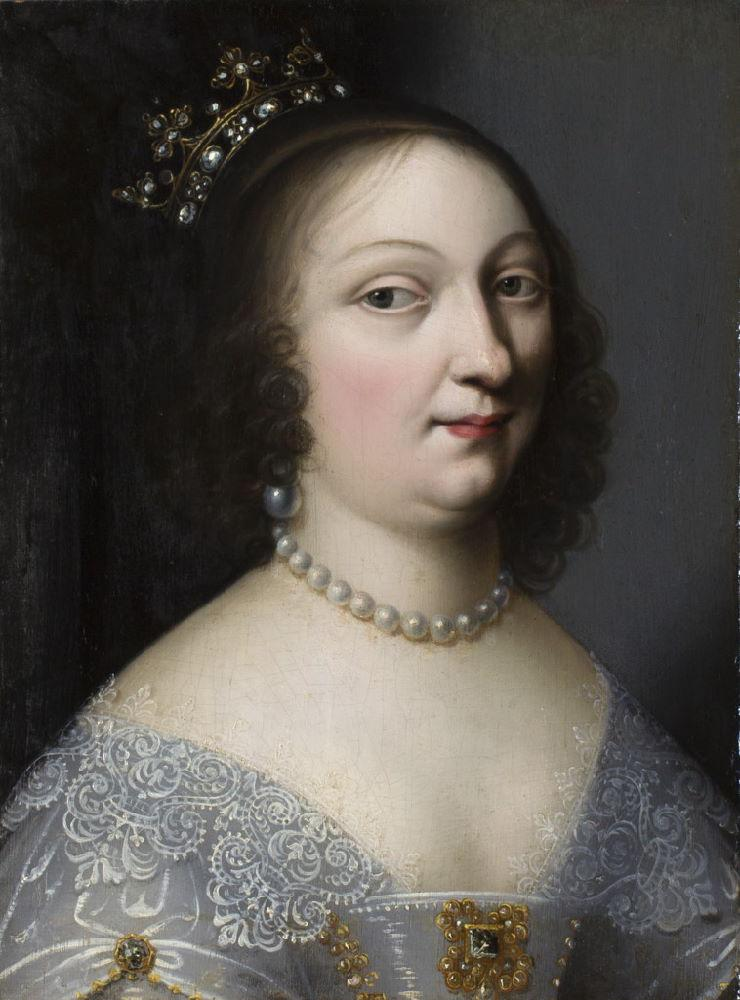
トゥアール公爵夫人マリー、ジャン・デュカイエ（Jean Ducayer）画

マリー・ド・ラ・トゥール・ドーヴェルニュ（Marie de La Tour d’Auvergne, 1601年1月17日 テュレンヌ - 1665年5月24日 トゥアール）は、ブルボン朝時代フランスの貴族女性。トゥアール公爵夫人。テュレンヌ大元帥の姉。

## 生涯
ブイヨン公爵アンリ・ド・ラ・トゥール・ドーヴェルニュと、その2番目の妻エリーザベト・フランドリカ・ファン・ナッサウの間の第2子・次女で、家領のスダン公領の宮廷で母親によってユグノー信徒として育てられた。お互いの母親がオラニエ公ウィレム1世の娘で従兄にあたるトゥアール公アンリと幼いうちから許嫁の関係にあり、2人は1619年1月19日に婚姻契約を、翌月2月18日に結婚式を、いずれもスダンで行っている。
結婚後は、姑かつ叔母であり、トゥアール公爵家の実質的な当主であるシャルロッテ・ブラバンティナ・ファン・ナッサウにひたすら付き従って暮らした。一家は当初、中世に建てられたヴィトレの城塞で暮らしたが、1636年ジャック・ルメルシエの設計で新造されたトゥアールの城館に移った。
1628年夫がカトリックに改宗した後もユグノー信仰を保ち、夫に代わって領地内のユグノー住民を庇護する役割を担った。マリーはトゥアールとヴィトレに聖堂を建立し、1659年にはルーダンのユグノー共同体の庇護者となった。
1648年、ヘッセン＝カッセル方伯家の息女エミーリエを長男の妻に迎えた際、姻戚となったヘッセン家の影響力を利用してヴェストファーレン条約に特別付帯条項を追加させた。条項はトゥアール公爵家がシャルロット・ダラゴンの相続権に基づくナポリ王国の王位請求権を保有する、という内容であった。
ユグノー信徒の下級貴族の娘エレオノール・デミエ・ドルブリューズを公爵家の城の侍女として召していたが、彼女は1665年にリューネブルク侯ゲオルク・ヴィルヘルムと知り合い、後に身分差を乗り越えて侯妃に納まることになった。
死後、ユグノー信徒のままだったにもかかわらず、トゥアールのカトリック派の教区教会であったノートルダム教会に埋葬された。

## 子女
夫との間に5子をもうけた。
- アンリ・シャルル（1620年 - 1672年） - トゥアール公
- ルイ・モーリス（フランス語版）（1624年 - 1681年） - ラヴァル伯（ギー22世）、シャルー修道院長
- エリザベート（1628年 - 1640年）
- マリー＝シャルロット（1632年 - 1682年） - 1662年ザクセン＝イェーナ公ベルンハルトと結婚
- アルマン・シャルル（1635年 - 1643年） - タイユブール伯